# Принцип ограниченог избора
У бриџу, принцип ограниченог избора наводи да игра одређене карте смањује вероватноћу да играч држи неку еквивалентну карту. На пример, јужни води са пиком, западни има кеца, северни игра краљицу, источни побеђује са краљем. Кец и краљ су еквивалентне карте; Игра истока који је играо краља смањује вероватноћу да исток има кеца - и повећава вероватноћу да запад држи кеца. Принцип помаже да остали играчи закључе локације непримећених еквивалентних карти, као што су кец након посматрања краља. Повећање или смањење вероватноће је пример Бајесове теореме као доказ акумулирања и партикуларних апликација ограниченог избора сличних Монтихоловом парадоксу.
Џеф Рубенс (1964, 457) наводи принцип овако: "Игра карата које могу бити избране као избор једнаких потеза повећава шансе да је играч почео са држањем у којем је његов избор ограничен." У суштини, то помаже  "у ситуацијама које се користе да се посматратрају као нагађања." У многим ситуацијама правило потиче из принципа игре за поделу почасти. Након посматрања једне еквиваленте карте, треба наставити игру као да су две еквиваленте подељене између супротстављених играча, тако да није било избора којима један игра. Ко год је играо први нема другог.
Када је број еквивалентних карти већи од два, принцип је компликован јер им једнакост не може бити очигледна. Када један партнер има ♣Q и ♣10,  а други, рецимо држи ♣ Ј, обично је тачно да су те три карте еквивалентне, али онај који држи две од њих то не зна. Резервисани избор се увек уводи у смислу две додирне карте - узастопних редова у истом облику, као што је  ♥QЈ или ♦КQ - где је еквиваленција очигледна.
Ако не постоји разлог да се преферира одређена карта (на пример, сигнал партнеру), играч који држи две или више еквивалентних карти треба понекад насумично да изабере њихов редослед играња (видети напомену о Нешовом еквилибријуму). Прорачуни вероватноћа покривености ограниченог избора често узимају здраво за готово равномерно рандомизовање али то је проблематично.
Принцип ограниченог избора чак важи и за избор противника. Видети Келси и Глауерт (1980).

## Пример
| ♠ A J 10 9 6 |
|              |
| ♠ 8 7 5 4    |

Размотрите комбинацију представљену на слици. Постоје четири пик картице ♠ 8754 код јужног (затворена страна) и пет ♠ АЈ1096 код северног (видљиво је свим играчима). Западни и источни држе преостала четири пика ♠ КК32 у затвореним рукама.
Јужни води малим пиком, западни игра ♠2 (или ♠3), северни игра  ♠Ј, и источни побеђује са ♠К. Касније, након победе, јужни води још једним малим пиком и западни следи са ♠3  (или ♠2). У овом тренутку, са севера и истока тек треба да играју, није утврђена локација само ♠К. Да ли је боље да северни игра  ♠А у нади да ће источни бацити ♠К, или да се поново обради са ♠10, надајући се да ће западни одустати од ♠К у трећем колу? Принцип ограниченог избора објашњава зашто је ово друго сада дупло вероватно, тако да трик играњем ♠10 има скоро дупло веће шансе да успе.
| 2-2 Подела | 2-2 Подела | 3-1 Подела | 3-1 Подела | 4-0 Подела | 4-0 Подела |
| Запад      | Исток      | Запад      | Исток      | Запад      | Исток      |
| ---------- | ---------- | ---------- | ---------- | ---------- | ---------- |
| KQ         | 32         | KQ3        | 2          | KQ32       | —          |
| K3         | Q2         | KQ2        | 3          | —          | KQ32       |
| K2         | Q3         | K32        | Q          |            |            |
| Q3         | K2         | Q32        | K          |            |            |
| Q2         | K3         | K          | Q32        |            |            |
| 32         | KQ         | Q          | K32        |            |            |
|            |            | 3          | KQ2        |            |            |
|            |            | 2          | KQ3        |            |            |

Пре игре, 16 могућих западних  и источних поседовања пика могући су из јужне перспективе. Они су наведени у левој, односно првој подели  неједнаких броја карти, а затим поседовање запада од најјаче до најслабије карте.
Након што западни прати другим пиком, што је одлучено пре, само две од 16 оригиналних лажи остају могуће (болдиране), запад је игра мале карте и источни краља. На први поглед, може изгледати да су шансе, 1: 1, тако да јужни треба да очекује да ће урадити подједнако добро у оба случаја.
Међутим, то није случај, јер ако је исток имао ♠ КК, он је могао једнако добро одиграти краљицу уместо краља. Тако да неки договори са оригиналним лажима 32 и КQ неће доћи до ове фазе; само им недостаје ♠ К, јужни посматра 32 и Q. Насупрот томе, сваки договор са оригиналним лажима  Q32 и К био би до ове фазе, источни би принудно играо краља  (без избора, или "ограниченог избора ").
Ако би источни победио првим трик са краљем или краљицом насумично из ♠ КQ, онда је то оригинална лаж и 32 и КQ ће достићи у овој фази пола времена. Тако на стварном редоследу игре, шансе нису ни само један-пола један, или 1: 2. Источни би задржао краљицу од оригиналног ♠ КК отприлике једну трећину времена и задржао би пика из оригиналних ♠К око две трећине времена. 
Важно је да претпоставља да браниоци немају систем сигнализације, тако да је игра западног од рецимо 3 праћена од стране 2 који не сиганлизира о дублу. Током многих еквивалентних договора, исток са ♠ КК теоријски треба да победи првим триком са краљем или краљицом насумично, без правила.

## Бољи прорачуни могућности
Ово је покушај да се прецизније одреди тачна рачуница као што је објашњено у претходном одељку.
Претходне, четири неизмирене карте деле се као што је приказано у прве две колоне табеле. На пример, три карте су заједно и четврта је сама, као "подељене 3-1 " са вероватноћом 49,74%. Да би се разумео "број специфичних лажи" односи се на листу пре свих лажи.
| Подела | Вероватноћа поделе | Број посебних лажи | Вероватноћа сваке посебне лажи |
| ------ | ------------------ | ------------------ | ------------------------------ |
| 2-2    | 40.70%             | 6                  | 6.78%                          |
| 3-1    | 49.74%             | 8                  | 6.22%                          |
| 4-0    | 9.57%              | 2                  | 4.78%                          |

Последња колона даје претходну вероватноћу било којег специфичног оригинала као што су 32 и КQ; један заступа редове једног који покрива 2-2 поделу. Други лажан појављује се у нашој игри као пик и К, и покрива редом 3-1 поделу.
Тако табела показује да ове претходне могућности нису биле биле ни мало конкретне лажи, али су у корист првобитног, око 6.78 до 6.22 за ♠КQ против ♠K.
Какве су шансе да последњи, у тренутку истине у нашем примеру игри пик? Ако исток са ♠ КQ освоји први трик равномерно насумично са краљем или краљицом - и са ♠К освоји први трик са краљем, немајући избора - задњем су шансе 3,39 до 6,22, нешто више од 1 2, у процентима мало више од 35% за ♠ КК. Да бисте пустили кеца ♠ А са севера у другом кругу, шансе за победу су око 35%, док ако се обради са десет ♠10 шансе за победу су око 65%. 
Принцип ограниченог избора је генералан, али овај специфичан прорачун вероватноћа не претпоставља да би источни могао победити са краљем  ♠ КК за половину времена (што је најбоље). Ако би исток победио са краљем од ♠KQ за више или мање од половине времена, онда би јужни могао победити више или мање од 35% играјући кеца. Заиста, ако би исток победио са краљем за 92% времена (= 6,22 / 6,78), а затим јужни победи 50% играјући кеца и 50% понављањем финесе. Ако је то тачно, међутим, јужни побеђује скоро 100% понављањем финесе потом што исток победи са краљицом - краљица тог источног играча негира краља.

## Још боље
Комплетнији третман размотриће све изборе, не само изборе високих карти из два једнака. На пример пик, морамо уградити избор ниске карте запада од ♠ 32 и од ♠ Q32. 2 и 3 су очигледно еквивалентне карте које би запад требало да игра насумично из оба оригинална круга - то јест, насумично из прва два трика, увек задржавајући краљицу из ♠ К32. Обрачун претходног вероватно зависи од запада.

## Математичка теорија
Принцип ограниченог избора је примена Бајесове теореме. Повећање и смањење у вероватноћи оригиналних лажи противникових карти, су примери Бајесове теореме као доказ акумулирања.

## Белешке
1. То је требало у смислу Нешовог еквилибријума. Неш теорија подразумева да противници могу да посматрају све шаблоне и да их искористе. Лекција је добро позната међу стручњацима бриџа и његова примена је у представама као што је ова. Што се тиче кец-краљ примера, Рубенс (1964, 457) претпоставља "Исток ће играти своје једнаке почасти са истом фреквенцијом ... Показало да је то, у ствари, најбоља стратегија истока." Погледајте такође мешовиту стратегију